# Aythya marila

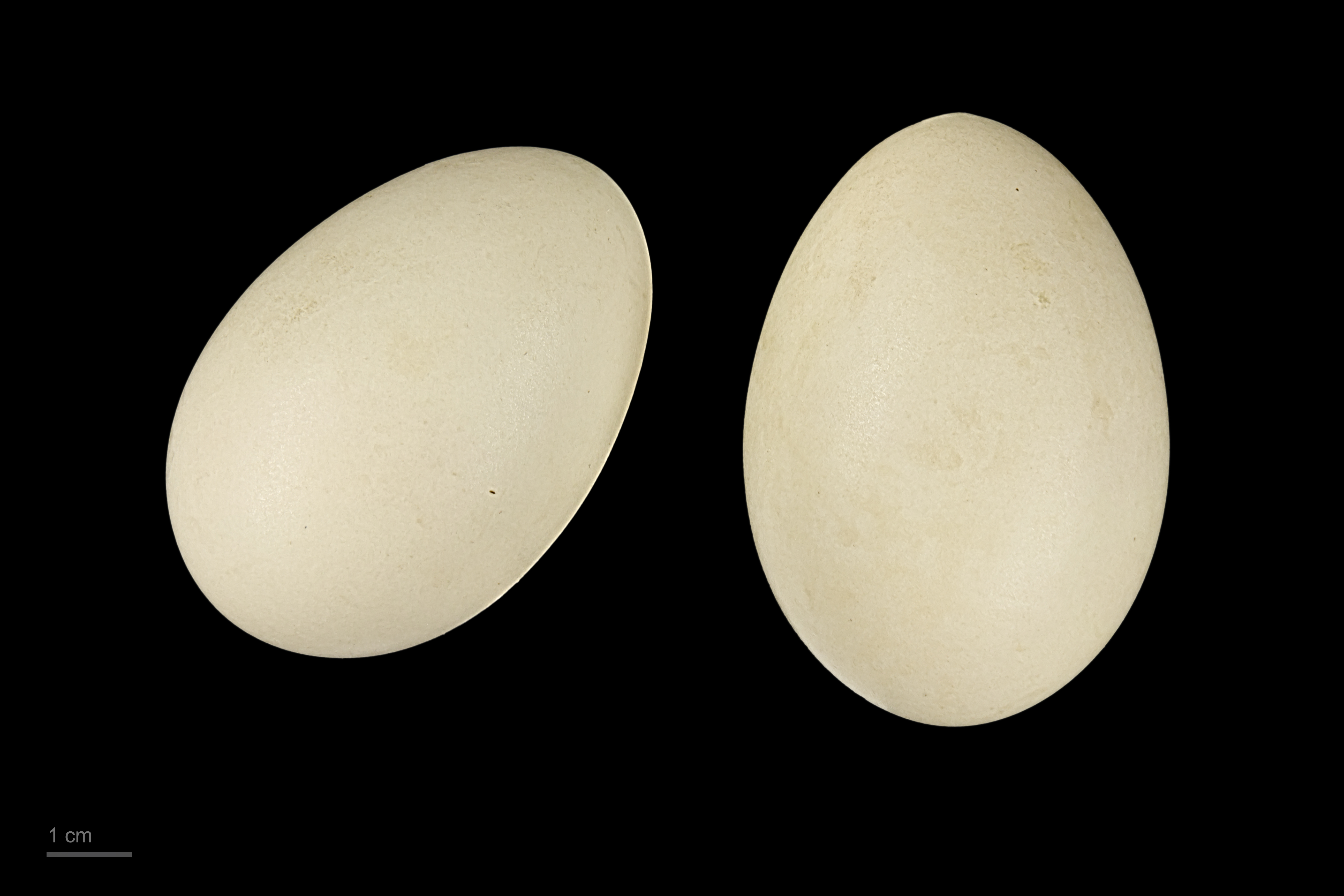
Aythya marila

La moretta grigia (Aythya marila (Linnaeus, C 1761)) è una piccola anatra tuffatrice. Nidifica sul suolo circostante i laghi e i pantani della tundra e dei confini settentrionali della foresta boreale attraverso le regioni artiche e subartiche del Nordamerica settentrionale, dell'Europa e dell'Asia.
La moretta grigia adulta è lunga 42–51 cm ed ha un'apertura alare di 71–80 cm, più grande di quella della moretta americana. Ha il becco azzurro e gli occhi gialli. Il maschio ha la testa scura con riflessi verdi, il petto nero, il dorso chiaro, la coda nera e il fondoschiena bianco. La femmina adulta ha una banda bianca alla base del becco e la testa e il corpo bruni.
La moretta grigia neartica si distingue dagli uccelli paleartici per le vermicolature più marcate del mantello e delle scapolari, ed è considerata una sottospecie separata, A. m. nearctica. Sulla base della differenza di dimensioni, è stata descritta anche una paleosottospecie del Pleistocene, Aythya marila asphaltica, i cui fossili sono stati scoperti a Binagady, in Azerbaigian.
La moretta grigia migra verso sud per svernare in stormi sulle acque costiere.
La moretta grigia si nutre soprattutto di molluschi e piante acquatiche, che trova immergendosi e nuotando sott'acqua. Ci sono dati  riguardo a quattro morette grigie che inghiottirono delle rane leopardo (dal corpo lungo 5 cm) che trovarono in una pozza d'acqua dolce ai margini di una strada.
Il nome inglese della moretta grigia, Greater Scaup, deriva dal suono del suo richiamo, scaup scaup. Quando non è in nidificazione è solitamente silenziosa.
La moretta grigia è una delle specie protette dall'Agreement on the Conservation of African-Eurasian Migratory Waterbirds (AEWA).